# Kosmos 238
Kosmos 238 war ein unbemanntes Sojus-Raumschiff, das im August 1968 Tests in der Erdumlaufbahn durchführte. Es war das letzte in einer Reihe von  Testflügen der Raumschiffe der Sojusreihe nach dem Unglück von Sojus 1. Die vorhergehenden Missionen waren Kosmos 186 und 188 sowie Kosmos 212 und 213.

## Der Flug
Der Start erfolgte am 28. August 1968 um 10:04 Uhr UTC vom sowjetischen Weltraumbahnhof Baikonur an Bord einer Sojus-Rakete. Im All wurden die gesamten Systeme getestet, die nach dem Sojus-1-Unglück verbessert wurden. Die Landung erfolgte am 1. September 1968  um 9:03 Uhr UTC.